# 妖侍
『妖侍』（あやかしざむらい）は、2015年8月6日よりYouTubeで配信されたドラマ。東映とYouTubeのコラボ企画「YT太秦」の一本。媒体により「あやかしザムライ」、「Ayakashi Zamurai」のタイトル表記も使用される。

## 概要
YouTubeによる新プログラム「YouTube Space 時代劇 with 東映太秦映画村」（YT太秦）で制作された全8話からなるサイバーパンク時代劇。撮影はすべて東京・YouTube Space Tokyo内の特設セットで行われ、一部を京都太秦映画村のイメージ映像でつないでいる。
撮影資金は全額Googleが提供しているが、Google側の都合で撮影期間が6日間から4日間に変更されている。このため設定違いや収録日程短縮による未使用カットをティザー映像に使用している。
2019年4月27日You Tube・ガレージプロTVで予告を配信し、8月6日より毎週木曜に配信。9月10日に最終回を迎えた。1話約6分強ながら、クロスプログラムが入るなどテレビ番組を模した映像構成となっている。

## あらすじ
旅のものが行き来する宿場町。一見平和だが辻切の男の噂も流れていた。同心である木村は治安を守るため聞き込みを強化。食事処で盲目の男・ノロイ、そしてあやかしザムライと名乗る旅人を訪ねるのだが。

## 登場人物
棲魔糸・滅我之助（すまいと めがのすけ）
演 - 木村圭作
右腕を機械に改造した流れのサムライ。通称：あやかしザムライ。キセルを愛用し、二連装ソードオフ銃を持ち歩く。不審者と思われるため、戦闘時以外は右腕はマント状の布で隠している。
からくりの仕込まれた腕はパワーを充填することでメガトンパンチや、メガデコピンを放つことができる。またアタッチメントを変えることで仕込み刀（普段は髭剃りに使用）や猫の手（かぎ爪）を取り付けることができる。
お銀
演 - 原奈津子
滅我之助の相棒であり、きつねのあやかし。好物はいなり寿司。相手に幻を見せるなど、フォックスイリュージョンを使える。本編では未使用だがティザー映像では両手持ちの短刀など戦闘能力も程々に高い。自身もあやかしであるため、同じあやかしの妖気を感じることができ、人ごみに隠れたあやかし、化けたあやかしも発見できる。
紫のくノ一風衣装で常に太ももを見せているためか、木村同心には『お色気小娘』と呼ばれる。
木村同心
演 - 川連廣明
京都西町奉行火付盗賊改方同心。偉くなりたいがかなりのおっちょこちょい。妖気を感じる力が多少あることを自称し、十手で感知をしようとするが実際はまったくない。
ハチ
演 - 松田祥一（2役）
木村の部下の岡っ引き。木村から様々な命令をされる忠実な性格だが多少の不満も抱いている。あやかしのためのお札を持ち歩くなど、木村よりもある意味有能。
ペーパーボーイ
演 - 木更津与兵衛
瓦版記者。木村同心の取材時に、メガノスケ一行と出会い、彼らと同行するほうが面白い記事が書けると一向に同行することになる。口癖は「てーへんだ、てーへんだ」。本名は不明だが、かつては「マムシのテツ」と呼ばれていたらしい。
風のノロイ
演 - 谷口洋行（2役）
盲目の旅人。飛んでくる銃弾を橋でつかめるほどの聴力と動きの機敏さを持つが、正体は鎌鼬のあやかし。扇子を飛ばして攻撃する。
滅我之助に倒されて以降は治療を施され、目が見えるようになる。
お角（ショウギ・ワイフ）
演 - 関口愛美
旅の途中で会う宿の女。将棋の駒を動かすことでからくり忍者を操る。
飛車吉（ショウギ・ハズバンド）
演 - 松田祥一（2役）
旅の途中で会う宿の男。将棋の駒を動かすことでからくり忍者を操る。
からくり忍者
演 - 谷口洋行（2役）
ショウギ一派の操るからくり忍者。
Owner
演 - まるやまみきこ

## スタッフ
- ナレーター：西勝研二
- プロップ・衣装：小松大介
- 照明・音声：まるやまみきこ
- 脚本・音声：熊王涼
- 英語字幕協力：Joe Everitt
- プロデューサー：ブエノ、Max Ellis
- 協力：東映太秦映画村、YouTubeスペース東京
- スペシャルサンクス：Trina Rina、MSエンターテインメント　ストアヘブン　YoutubeLiveTOKYO、東映、東京衣装
- 撮影、編集、監督、アクション監督：ブエノ
- 制作：Youtube JAPAN、東映、Garage Pro TV